# Лимфоцитоз
Лимфоцитоз — увеличение числа лимфоцитов (белых клеток) в периферической крови. В норме в крови 19-37 % (или 1,0—4,5⋅109).
Причины абсолютного лимфоцитоза:
- острая вирусная инфекция
- коклюш
- инфекционный мононуклеоз
- острый вирусный гепатит
- цитомегаловирусная инфекция
- заболевания лимфатической системы: хронический лимфолейкоз, макроглобулинемия Вальденстрема
- токсоплазмоз
- болезнь Шагаса
- туберкулёз
- бруцеллёз

и другие.
Причины относительного лимфоцитоза:
- возраст менее 2-х лет
- острая вирусная инфекция
- ревматические болезни
- гипертиреоз
- болезнь Аддисона
- спленомегалия
- брюшной тиф

и другие.